# 宗田一
宗田 一（そうだ はじめ、1921年3月1日 - 1996年7月7日）は、新潟県寺泊（現長岡市）出身の医史学者。

## 人物
1941年（旧制）官立金沢医科大学薬学専門部（現在の金沢大学医薬保健学域薬学類）を卒業。薬学史、医史学の硏究。日本医史学会常任理事、野間科学医学研究資料館理事。

## 宗田文庫
国際日本文化研究センター所蔵の宗田文庫は、宗田一が収集した、医学史・薬学史に関する書籍、図版資料などを中心とする日本医療文化史の資料コレクションで、目録が作成されており、国際日本文化研究センターサイトでも検索できる。

## 著作
- 「江戸時代の科学器械 」（藪内清・宗田一共編集、1964年）
- 「日本製薬技術史の研究」 (1965年)
- 「近代薬物発達史」 (1974年)
- 「日本の名薬」（1981年、2001年）
- 「健康と病の民俗誌 : 医と心のルーツ（1984年）
- 「医学近代化と来日外国人」（ 宗田一、長門谷洋治、蒲原宏、石田純郎共著、1988年）
- 「医療と神々: 医療人類学のすすめ」（宗田一、池田光穂共著、1989年）
- 「図説・日本医療文化史」（1989年．1994年再版）
- 「渡来薬の文化誌 ― オランダ船が運んだ洋薬」（1993年）

## 受賞歴
- 1990年、矢数医史学賞